# Stéphanie Michelini
Stéphanie Michelini est une actrice française.

## Biographie
Elle entre dans le cinéma par hasard, révélée en 2004 dans le rôle principal du film Wild Side de Sébastien Lifshitz. Ce rôle lui vaut le prix Michel-Simon de la meilleure actrice.
Elle est l'une des rares femmes trans à avoir obtenu quelques rôles pour la télévision et le cinéma français, qui confient encore la majorité des rôles, même transgenres, à des acteurs cisgenres, : le rôle-titre de la série Louis(e), pour lequel Stéphanie Michelini avait auditionné, est ainsi revenu à Claire Nebout. Elle aimerait pourtant qu'on l'appelle pour interpréter une femme cisgenre.
Elle participe en 2011 à une installation vidéo de SMITH, C19H28O2 (Agnès),, ainsi qu'à son premier moyen-métrage Spectrographies en 2015 pour lequel elle tourne au Père-Lachaise en compagnie de Mathieu Amalric.
Elle est membre du jury du festival Chéries-Chéris en 2012.
En 2019, elle joue aux côtés de l'actrice Myriam Boyer dans le court métrage Traverser la nuit de Johann G. Louis, produit par Insolence Productions. Elle remporte le prix d'interprétation féminine pour ce rôle au Two Riversides Film and Art Festival en Pologne en 2020.

## Filmographie
- 2004 : Wild Side de Sébastien Lifshitz : Stéphanie
- 2008 : 57 000 km entre nous de Delphine Kreuter : Nicole
- 2009 : Pigalle, la nuit d'Hervé Hadmar et Marc Herpoux : Erika
- 2013 : Little Gay Boy d'Antony Hickling : convive
- 2014 : One Deep Breath d'Antony Hickling : Patricia
- 2014 : Spectrographies de SMITH : l'interlocutrice
- 2016 : Where Horses Go to Die d'Antony Hickling : prostituée
- 2019 : Traverser la nuit de Johann G. Louis : Daphné
- 2023 : Magnificat de Virginie Sauveur : Mathilde